# Mariä Heimsuchung (Mankovice)

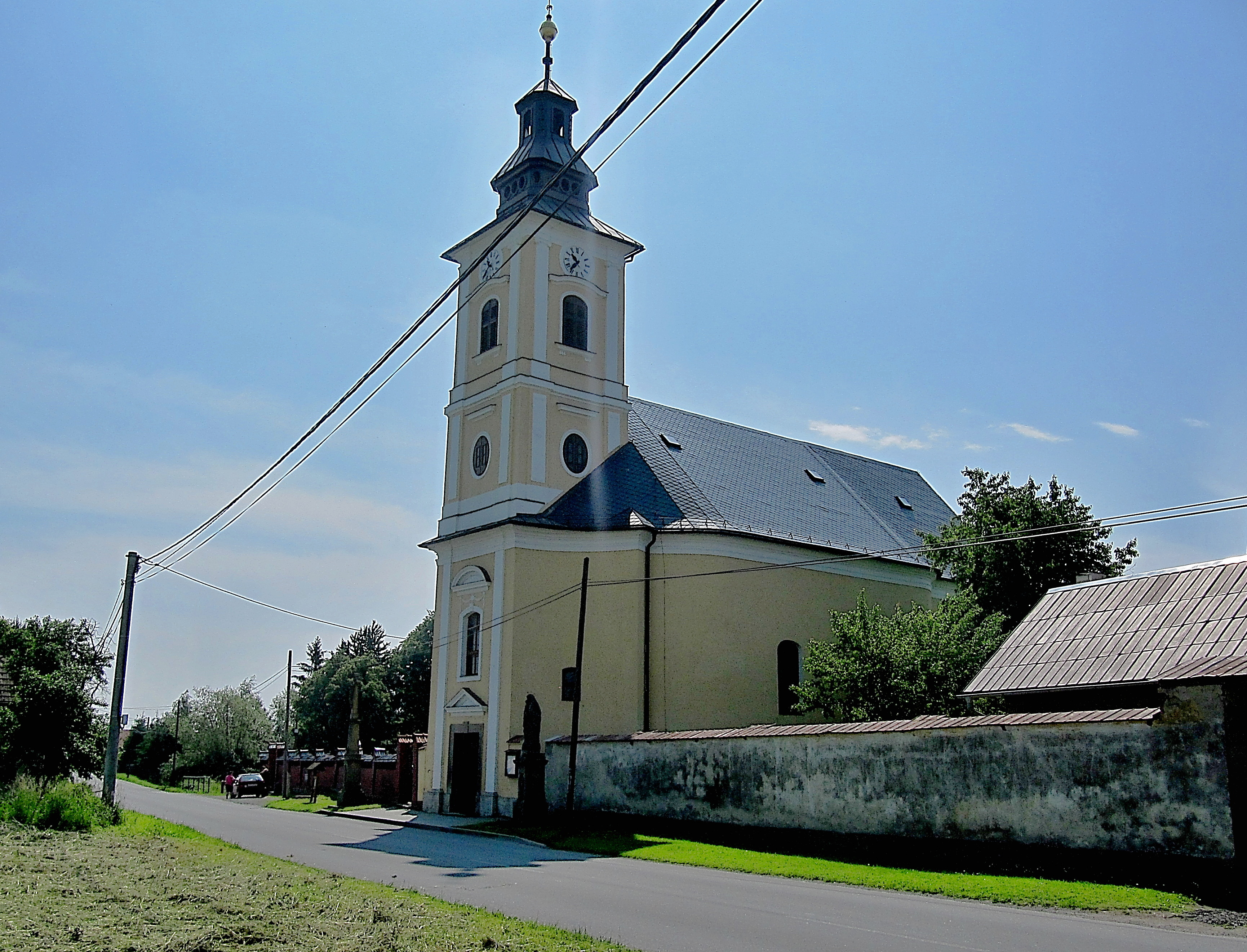
Kirche Mariä Heimsuchung (2013)

Die spätbarocke Pfarrkirche Mariä Heimsuchung (tschechisch Kostel Navštívení Panny Marie) ist ein Kirchengebäude des römisch-katholischen Bistums Ostrau-Troppau in der Gemeinde Mankovice (Mankendorf) im Okres Nový Jičín, Tschechien. Das denkmalgeschützte Bauwerk gehört zur Pfarrei Odry (Odrau).

## Lage
Die Kirche befindet sich Ortszentrum von Mankovice an der Dorfstraße. Östlich schließt sich der ummauerte Friedhof mit der Friedhofskapelle an. Westlich der Kirche steht das Pfarrhaus, nordwestlich das Gemeindeamt. 

## Beschreibung
Das nach Norden ausgerichtete einschiffige Bauwerk hat eine Länge von 35 m und eine Breite von 15 m. Es besteht aus einem rechteckigen Schiff und einem eingerückten quadratischen Presbyterium mit halbrundem Abschluss an der Südseite, an den sich östlich eine Sakristei mit einem Oratorium im Obergeschoss anschließt. Das Schiff und Presbyterium sind mit einem Satteldach mit verbundenem Dachstuhl versehen. Den nördlichen Abschluss bildet der Kirchturm mit Uhrwerk und Dachlaterne, in dessen Erdgeschoss sich der Haupteingang befindet. Der Schlussstein über dem Haupteingang erinnert an den Tag der Kirchweihe.
Nach der Beschreibung der Minderherrschaft Oderau durch Faustin Ens (1836) besaß die Kirche einen mit Blech gedeckten Turm mit Uhr und einer vier Zentner schweren Glocke, die die Inschrift O rex gloriae veni cum pace. Anno 1229. trug.
Der Hauptaltar wurde 1850 von Matthäus Muchel gefertigt, das Altarbild ist ein Werk des Fulneker Malers Johann Georg Frömmel. Die Orgel stammt aus dem Jahre 1903.
Vor der Kirche stehen an der Dorfstraße eine Statue der Jungfrau Maria mit dem Jesuskind und ein steinernes Kreuz (Schenkový kříž), die beide 1850 von Ferdinand Schenk gestiftet wurden.

## Geschichte
Seit dem 15. Jahrhundert bestand in Mankendorf eine Pfarrkirche. Erstmals nachweislich ist die Kirche im Jahre 1483, als sie einen nichtkatholischen Geistlichen erhielt, der wahrscheinlich der Brüder-Unität angehörte; der katholische Bevölkerungsanteil war zu dieser Zeit gering. Eine Pfarrschule lässt sich bereits zur Reformationszeit nachweisen. 1638 wurde wieder ein katholischer Pfarrer eingesetzt. Später erlosch die Pfarrei, und die Kirche wurde zur Filialkirche der Pfarrei Groß Petersdorf. 1786 wurde durch den Religionsfonds eine Lokalie in Mankendorf gestiftet. Wegen der Baufälligkeit der alten Kirche erhielt die Gemeinde 1791 die Erlaubnis zum Bau einer neuen Kirche.
Am 25. April 1795 erfolgte die Grundsteinlegung an der Stelle der alten Kirche. Die Pläne stammen vom Fulneker Baumeister Johann Sarkander Thalherr, der den Bau auch ausführte. Der Rohbau der neuen Kirche war bereits am 13. Oktober desselben Jahres fertig gestellt. Nach Abschluss der Innenarbeiten wurde die Kirche am 2. Juli 1797 geweiht.
1909 wurde durch die Firma Müller aus München ein neuer Kreuzweg geschaffen. Der Innenraum wurde 1928 renoviert. Im Jahre 1958 erhielt die Kirche ein Blechdach.
1958 wurde die Kirche zum Kulturdenkmal erklärt.